# Juscelinomys candango
Juscelinomys candango је врста глодара из породице хрчкова (Cricetidae).

## Распрострањење
Ареал врсте је био ограничен на једну државу, Бразил.

## Угроженост
Ова врста је наведена као изумрла, што значи да нису познати живи примерци.